# Harmonium (Film)
Harmonium (淵に立つ Fuchi ni tatsu) ist ein japanischer Film aus dem Jahre 2016. Regie führte Kōji Fukada. Der Film wurde erstmals 2016 auf den Filmfestspielen von Cannes gezeigt.

## Handlung
Der Japaner Toshio lebt zusammen mit seiner Frau Akie und seiner Tochter Hotaru in einer japanischen Kleinstadt. Hotaru erzählt am Frühstückstisch von einer Spinnenart (Cheiracanthium japonicum), bei der die Kinder ihre Mutter auffressen, worauf der Film gelegentlich wieder Bezug nimmt. 
Toshio betreibt eine kleine Werkstatt, in die eines Tages Yasaka kommt, den er am selben Tag anstellt und bei sich wohnen lässt. Obwohl Akie zunächst skeptisch ist, findet sie an Yasakas höflicher Art Gefallen. Für ihre Tochter Hotaru, die für ein Konzert auf dem Harmonium übt, näht sie ein rotes Kleid. Yasaka und Akie kommen sich immer näher und er gesteht ihr, dass er bereits wegen Mordes im Gefängnis gewesen ist. Es stellt sich heraus, dass Yasaka zudem ein vorzüglicher Harmoniumspieler ist und Hotaru beim Üben hilft. Mehrmals sind Yasaka und Akie alleine und küssen sich. Als Yasaka einmal gewaltsam mehr will, wird er von Akie zurückgewiesen. Kurz darauf findet Toshio auf einem Spielplatz seine Tochter Hotaru mit einer Kopfwunde neben einem Zaun liegend, Yasaka neben ihr stehend. Yasaka beantwortet keine Fragen, was passiert ist und verschwindet.
Der Film macht einen Zeitsprung um acht Jahre. Hotaru ist am Leben und ein Pflegefall. Toshio stellt Takashi, einen neuen Assistenten, ein. Auch er darf bei der Familie wohnen. Akie, die inzwischen einen Sauberkeitswahn hat, steht ihm aber misstrauisch gegenüber. Es stellt sich heraus, dass Takashi Yasakas Sohn ist, aber keinen Kontakt zu seinem Vater hat. Als Akie das erfährt, ist sie Takashi gegenüber zunächst verständnisvoll, gerät aber später in Wut. Toshio erklärt seiner Frau, dass er Takashi nur eingestellt hätte, um zu erfahren, wo sich Yasaka aufhält. Er gesteht ihr auch, dass er den Mord zusammen mit Yasaka durchgeführt hat, wobei ihn Yasaka gedeckt hat.
Als ein Detektiv in einem Dorf Bilder von einem Mann macht, der wie Yasaka aussieht, fahren sie zu viert dorthin. Auf der Fahrt erklärt Akie Takashi, dass sie ihn dort vor den Augen Yasakas ermorden werden, sagt aber später, dass dies nur ein Scherz sei. Dort angekommen, bemerken sie, dass es sich um einen Irrtum handelt, da sie bei einem völlig fremden Mann im Vorgarten stehen. Sie machen Rast an einen Fluss, wo sich Akie mit Hotaru von der Brücke stößt und Toshio sie aus dem Wasser rettet. In der Endeinstellung sieht man, wie Toshio versucht, sie wiederzubeleben, was ihm bei Akie gelingt, bei Hotaru und Takashi, der ebenfalls zu Hilfe eilte, offenbar nicht.

## Kritik
Filmrezensionen.de schreibt, "Harmonium [sei] nur sehr bedingt mit Psychothriller à la Funny Games oder Replicas – In their Skin zu vergleichen, wo sich böse Eindringlinge an die Arbeit machen, nette Familien zu zerstören." und schlussfolgert: "Damit verbunden sind auch ethische Fragen, die niemand so richtig beantworten kann. Oder will. Das wirkt zwar zuweilen eher wie eine Versuchsanordnung anstatt wie eine reale Geschichte. Stoff zum Nachdenken gibt es dafür mehr als genug."
Das Lexikon des internationalen Films bezeichnet den Film als "Subtile Mischung aus Familien-Melodram und Thriller, die sich viel Zeit lässt, um das Geheimnis des Fremden zu entfalten." Des Weiteren schreibt es: "In zwei zeitlich auseinander liegenden Teilen offenbart sich umso überraschender dessen Geheimnis, das um Schuld, Vergebung und Familie kreist, wobei der Film wohltuender Weise keine vorschnellen Antworten präsentiert."